# The Geena Davis Show
The Geena Davis Show (2000–2001) – amerykański serial komediowy w reżyserii Terri Minsky.
Światowa premiera serialu miała miejsce 10 października 2000 roku na antenie ABC. Ostatni odcinek serialu został wyemitowany 10 lipca 2001 roku. W Polsce serial nadawany był na kanale TVP1.

## Opis fabuły
Serial opowiada o Teddie Cochran (Geena Davis), właścicielce renomowanej agencji promocyjno-reklamowej w Nowym Jorku, która wiedzie życie typowej, niezależnej bizneswoman.

## Obsada

### Główni
- Geena Davis jako Teddie Cochran
- Peter Horton jako Max Ryan
- Mimi Rogers jako Hillary
- Kim Coles jako Judy
- John Francis Daley jako Carter Ryan
- Makenzie Vega jako Eliza Ryan
- Esther Scott jako Gladys

### Pozostali
- Harland Williams jako Alan
- Peggy Jo Jacobs jako Patrice
- Lise Simms jako Natalie
- Steve Valentine jako Walter
- Susan Wood jako Sydney
- Sarah Zinsser jako pani Toll
- Adeline Allen jako Morgan
- Dylan Capannelli jako Justin
- Graham Norton jako Bryan Fernando

i inni

## Spis odcinków
| N/o            | Tytuł angielski             |
| -------------- | --------------------------- |
|                |                             |
| SERIA PIERWSZA |                             |
|                |                             |
| 01             | Pilot                       |
|                |                             |
| 02             | What I Like About You       |
|                |                             |
| 03             | Piece of Cake               |
|                |                             |
| 04             | Jealousy                    |
|                |                             |
| 05             | Motherly Advice             |
|                |                             |
| 06             | There's Something About Max |
|                |                             |
| 07             | Cooties                     |
|                |                             |
| 08             | The Long Kiss Goodbye       |
|                |                             |
| 09             | By Teddie Cochran           |
|                |                             |
| 10             | How the Mom Stole Christmas |
|                |                             |
| 11             | Momma Bear                  |
|                |                             |
| 12             | Car Wash                    |
|                |                             |
| 13             | Max Hates Hillary           |
|                |                             |
| 14             | There's a New Bride in Town |
|                |                             |
| 15             | Photo Finish                |
|                |                             |
| 16             | Sex, Lies, and Videotape    |
|                |                             |
| 17             | Hot Potato                  |
|                |                             |
| 18             | The Prime Directive         |
|                |                             |
| 19             | Girls' Night Out            |
|                |                             |
| 20             | White Moms Can't Jump       |
|                |                             |
| 21             | The Tango Lesson            |
|                |                             |
| 22             | The Wedding                 |
|                |                             |